# Contrecœur (film, 1980)
Pour plus de détails, voir Fiche technique et Distribution.
Contrecœur est un film québécois réalisé par Jean-Guy Noël sorti en 1980 et mettant en vedette Monique Mercure, Anouk Simard et Raymond Cloutier.
Le film est sorti en salle seulement 2 ans et demi plus tard en 1983, faute de distributeur.

## Synopsis
Deux femmes ayant des liens de famille complexes voyagent avec un chauffeur de camion-citerne qui accepte de les amener au village où il doit livrer l'essence. Lors du trajet, le camion s'immobilise pendant la nuit à la suite d'une tempête de neige.

## Fiche technique
Source : IMDb et Éléphant : mémoire du cinéma québécois
- Titre original : Contrecœur
- Titre de travail : Contrejour
- Réalisation : Jean-Guy Noël
- Scénario : Gilles Noël, Jean-Guy Noël
- Musique : Jan Garbarek, Offenbach
- Décors : Vianney Gauthier
- Costumes : Johanne Prégent
- Maquillage : Diane Simard
- Photographie : François Beauchemin
- Son : Jean Rival, Marcel Fraser, Marcel Pothier, Michel Charron
- Montage : Marthe de la Chevrotière
- Production : Pierre Lamy
- Société de production : Productions Pierre Lamy
- Sociétés de distribution : Les Films du Haricot
- Budget : 460 000 $ CA
- Pays de production :  Canada
- Tourné à : Montréal, Saint-Urbain
- Langue originale : français
- Format : couleur
- Genre : drame psychologique
- Durée : 95 minutes
- Dates de sortie :
  - Canada : septembre 1980[2]
  - Canada : 11 mars 1983 (sortie en salle au Québec)[2]

## Distribution
- Monique Mercure : Blanche Lavallée
- Anouk Simard : Fabienne Lavallée
- Raymond Cloutier : Jean-Paul Groleau
- Gilbert Sicotte : Roger Desfossés
- Maurice Podbrey (en) : Théo Lavallée
- Claude Maher : Fernand, le pompiste
- Françoise Berd : Mme Lavallée, la mère de Théo
- Michel Forget : Maurice St-Pierre
- Fernand Gignac : le vieux aux fleurs
- Louise Saint-Pierre : la serveuse du restaurant